# Іркліївська
Іркліївська — станиця у Виселківському районі Краснодарського краю. Центр Іркліївського сільського поселення.
Населення — 3 029 тис. мешканців (2002).
Станиця лежить у верхів'ях річки Правий Бейсужек (притока Бейсуга), за 30 км північніше районного центру — станиці Виселкі, на автотрасі М4, ділянка Краснодар — Павловська.

## Історія
- Іркліївський курінь — один з 40 перших поселень Кубанських козаків, засновано в 1794 році,[2] найстарший населений пункт району. Назву дали по однойменному куреню Січі, який, у свою чергу, було названо по стародавньому селу Іркліїв на Черкащині.